# 두바이 몰

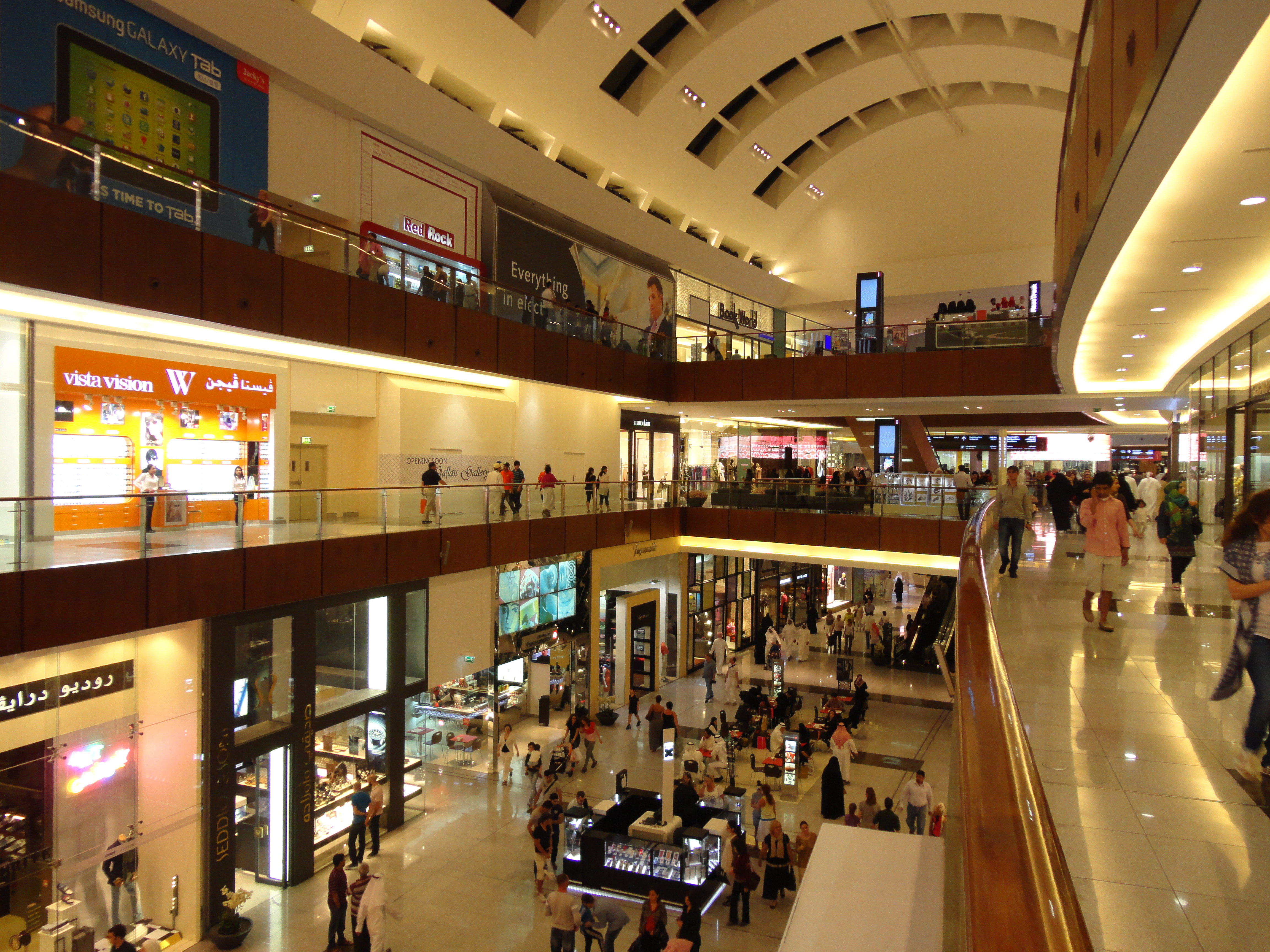
두바이 몰

두바이 몰(아랍어: دبي مول, 영어: The Dubai Mall)은 아랍에미리트 두바이에 있는 세계 최대의 쇼핑 센터이다. 두바이 지하철 red line zone 6에 있는 Burj Khalifa/Dubai mall 역에서 내리면 된다.

## 같이 보기
- 몰 오브 디 에미리트